# Championnat de Libye de football 2002-2003
Navigation
Saison précédente Saison suivante
La saison 2002-2003 du Championnat de Libye de football est la trente-cinquième édition du championnat de première division libyen. Quatorze clubs prennent part au championnat organisé par la fédération. Les équipes sont regroupées au sein d'une poule unique où elles rencontrent leurs adversaires deux fois au cours de la saison, à domicile et à l'extérieur. À l'issue de la compétition. les deux derniers du classement sont relégués et remplacés par les deux meilleurs clubs de Second Division.
C'est le club d'Al Ittihad Tripoli, tenant du titre, qui remporte à nouveau la compétition, après avoir terminé en tête du classement final, avec treize points d'avance sur Al Nasr Benghazi et vingt-deux sur Al Hilal Benghazi. C'est le dixième titre de champion de Libye de l'histoire du club, qui obtient ainsi le droit d'arborer une étoile dorée sur son maillot. Al Ittihad réussit même le doublé en s'imposant en finale de la Coupe de Libye face à Al Nasr Benghazi.

## Les clubs participants
| - Al Medina Tripoli - Al Wahda Tripoli - Promu de Second Division - Al Tahaddy Benghazi - Al Soukour Tobrouk - Promu de Second Division - Al Tersana Tripoli - Al Olympic Zaouia - Wefaq Sabratha | - Rafik Sorman - Al Nasr Benghazi - Al Hilal Benghazi - Asswehly Sports Club - Al Ahly Tripoli - Al Dhahra Tripoli - Al Ittihad Tripoli |

## Compétition
Le classement utilise le barème suivant :
- Victoire : 3 points
- Match nul : 1 point
- Défaite : 0 point

### Classement
| Rang | Équipe               | Pts | J  | G  | N  | P  | Bp | Bc | Diff |
| ---- | -------------------- | --- | -- | -- | -- | -- | -- | -- | ---- |
| 1    | Al Ittihad TripoliTC | 65  | 26 | 20 | 5  | 1  | 50 | 15 | +35  |
| 2    | Al Nasr Benghazi     | 52  | 26 | 15 | 7  | 4  | 48 | 27 | +21  |
| 3    | Al Hilal Benghazi    | 43  | 26 | 11 | 10 | 5  | 42 | 30 | +12  |
| 4    | Asswehly Sports Club | 41  | 26 | 12 | 5  | 9  | 38 | 27 | +11  |
| 5    | Al Ahly Tripoli      | 41  | 26 | 11 | 8  | 7  | 34 | 23 | +11  |
| 6    | Al Olympic Zaouia    | 39  | 26 | 11 | 6  | 9  | 38 | 27 | +11  |
| 7    | Wefaq Sabratha       | 37  | 26 | 10 | 7  | 9  | 30 | 30 | 0    |
| 8    | Al Medina Tripoli    | 36  | 26 | 9  | 9  | 8  | 41 | 32 | +9   |
| 9    | Al Tahaddy Benghazi  | 35  | 26 | 9  | 8  | 9  | 29 | 32 | -3   |
| 10   | Al Tersana Tripoli   | 28  | 26 | 7  | 7  | 12 | 23 | 30 | -7   |
| 11   | Al Wahda TripoliP    | 27  | 26 | 6  | 9  | 11 | 21 | 25 | -4   |
| 12   | Rafik Sorman         | 26  | 26 | 7  | 5  | 14 | 29 | 43 | -14  |
| 13   | Al Dhahra Tripoli    | 16  | 26 | 4  | 4  | 18 | 22 | 70 | -48  |
| 14   | Al Soukour TobroukP  | 13  | 26 | 3  | 4  | 19 | 20 | 54 | -34  |

| Qualifications et relégations | Qualifications et relégations                              |
| ----------------------------- | ---------------------------------------------------------- |
|                               | Qualification pour la Ligue des champions de la CAF 2004   |
|                               | Qualification pour la Coupe de la confédération 2004       |
|                               | Qualification pour la Ligue des champions arabes 2003-2004 |
|                               | Relégation directe en Second Division                      |
|                               | T : Tenant du titre C : Vainqueur de la Coupe de Libye     |

## Bilan de la saison
| Championnat de Libye de football 2002-2003 |                               |
| Champion                                   | Al Ittihad Tripoli (9e titre) |
| Coupes et trophées                         |                               |
| Vainqueur de la Coupe de Libye 2002-2003   | Al Hilal Benghazi             |
| Qualifications continentales               |                               |
| Ligue des champions de la CAF 2004         | Al Ittihad Tripoli            |
| Coupe de la confédération 2004             | Al Nasr Benghazi              |
| Ligue des champions arabes 2003-2004       | Al Ittihad Tripoli            |
| Ligue des champions arabes 2003-2004       | Al Hilal Benghazi             |
| Promotions et relégations                  |                               |
| Promus en Premier League                   | Alakhdhar S.C.                |
| Promus en Premier League                   | Al Charara                    |
| Relégués en Second Division                | Al Dhahra Tripoli             |
| Relégués en Second Division                | Al Soukour Tobrouk            |